# Jean-Baptiste-Denis Despré
Jean-Baptiste-Denis Despré (Digione, 24 giugno 1752 – Parigi, 2 marzo 1832) è stato un giornalista, librettista e drammaturgo francese.

## Opere
- La Bonne femme, ou le Phénix (vaudeville, parodia di Alceste), 1776 (con Pierre-Yves Barré e Pierre-Antoine-Augustin de Piis;
- L'Opéra de province (parodia da Armida in due atti e in versi), 1777;
- Le Roi Lu (parodia da Roi Lir ou Lear, in un atto e in versi), 1783;
- Cécile et Ermancé (opéra-comique), 1792;
- Nice (vaudeville in un atto, in prosa, imitazione di Stratonice), 1793;
- Le Retour à Bruxelles (opéra-comique in un atto), 1796;
- La Succession (opéra-comique in un atto), 1796 (con Jacques-Marie Deschamps)
- Le Pari (divertissement in un atto, in prosa e in vaudevilles), 1797 (con Pierre-Yves Barré, Jacques-Marie Deschamps, François-Georges Desfontaines e Jean-Baptiste Radet;
- Le portrait de Fielding (commedia in un atto), 1798;
- Jacquot, ou l'École des mères, libretto (con Claude Joseph Rouget de Lisle, musica di Domenico Della Maria, Parigi, salle Favart, 28 maggio 1798;
- L'Allarmiste (vaudeville), 1799;
- Le gondolier, ou La soirée venitienne (opera in un atto), 1800 (con Louis-Philippe de Ségur);
- Saül (oratorio in azione), 1803;
- Le Poète satyrique (commedia in un atto in versi), 1803;
- Une soirée de deux prisonniers, ou Voltaire et Richelieu (commedia in un atto), 1803;
- Le pavillon du Calife ou Almanzor et Zobéide (opera), 1804;
- Le Nouveau magasin des modernes (commedia in un atto in prosa), 1805;
- La Prise de Jéricho (oratorio in tre parti), 1805;
- Le laboureur chinois (opera in un atto), 1814 (con Jacques-Marie Deschamps, Étienne Morel de Chédeville e Henri-Montan Berton);
- Mémoires sur Garrick et sur Macklin, 1822;
- Mémoires sur Molière, et sur Mme Guérin, sa veuve (note e commenti), 1822;
- Œuvres choisies de Dorat, 1827;